# 広瀬佳一
広瀬 佳一 （ひろせ よしかず、1960年 - ）は、日本の国際政治学者、防衛大学校人文社会科学群教授。専門は国際政治史、ヨーロッパ安全保障論。
筑波大学、同大学院社会科学研究科で学び、1989年に法学博士の学位を取得。在オーストリア日本大使館専門調査員、山梨学院大学法学部講師を経て、2004年から現職。

## 著書

### 単著
- 『ポーランドをめぐる政治力学――冷戦への序章1939-1945』（勁草書房, 1993年）
- 『ヨーロッパ分断1943――大国の思惑、小国の構想』（中央公論社［中公新書］, 1994年）

### 編著
- 『ヨーロッパ変革の国際関係――「冷たい平和」への危機』（勁草書房, 1995年）
- 『ウィーン・オーストリアを知るための50章』（明石書店, 2002年）

### 共著
- （柳澤協二・道下徳成・小川伸一・植木(川勝)千可子・山口昇・加藤朗）『抑止力を問う――元政府高官と防衛スペシャリスト達の対話』（かもがわ出版、2010年）

### 共編著
- （松岡完・竹中佳彦）『冷戦史――その起源・展開・終焉と日本』（同文舘出版, 2003年）
- （小笠原高雪・上杉勇司）『ユーラシアの紛争と平和』（明石書店, 2008年）
- （宮坂直史）『対テロ国際協力の構図――多国間連携の成果と課題』（ミネルヴァ書房. 2010年）
- （今井顕）『ウィーン・オーストリアを知るための57章』（明石書店, 2011年）
- 『冷戦後のNATO――“ハイブリッド”同盟への挑戦』、広瀬佳一・吉崎知典編、ミネルヴァ書房、2012年

### 訳書
- （秋野豊）ヴォイチェフ・マストニー『冷戦とは何だったのか――戦後政治史とスターリン』（柏書房, 2000年）
- （渡辺克義）スタニスワフ・ミコワイチク『奪われた祖国ポーランド――ミコワイチク回顧録』（中央公論新社. 2001年）